# Quentin Willson
Quentin Willson (Lyng, Norfolk, Anglaterra, 23 de juliol de 1957), és un presentador de televisió i expert en motor britànic. És el presentador més famós de programes de motor com Top Gear, Britain's worst Driver i Fift Gear.
Va estudiar Literatura Anglesa a la Universitat de Leicester. Als anys 90 era editor de la revista de motor: Buying Cars.
Entre 1991 i 2001 a treballar a la BBC, al programa setmanal Top Gear. També va presentar la sèroe clàssica de cotxes The Car's The Star i All The Right Moves, també a la televisió BBC.
Després de la cancel·lació de Top Gear, va deixar la BBC per anar al Channel Five, per presentar el programa de motor rival. En aquest canal, Quentin va crear el programa Britain's Worst Driver, que ha estat nominat com el millor reality show en els premis de Montreal, els Golden Globe.
A la temporada del 2004 Wilson també va participar en el programa Stricly come Dancing (programa similar a Mira Quien Baila), però el van expulsar.
El 2004, Wilson va guanyar el Premi a l'escriptor sobre motor de l'any.
Quentin Wilson és considerat una autoritat definitiva del món del motor i és un consultor de moltes organitzacions i companyies (incloent la BP i Castrol Oil).